# جوزيف زيرافا
جوزيف زيرافا (بالإنجليزية: Joseph Zerafa)‏ (31 مايو 1988 - ) هو مدرب كرة قدم ولاعب كرة قدم مالطي في مركز الظهير. شارك مع منتخب مالطا لكرة القدم. أما مع النوادي، فقد لعب مع نادي بيركيركارا وغرايز أتلاتيك ‏ وويلينج يونايتد.

## مسيرته الكروية
لعب جوزيف زيرافا خلال مسيرته الاحترافية مع ناديين في خمسة عشر موسمًا وسجل خلالها 7 أهداف ضمن 304 مباراة. حيث فاز في ثلاثة مواسم بالكأس وفي خمسة مواسم بالدوري.
خاض جوزيف زيرافا مسيرته مع نادي بيركيركارا في موسم 2005–06 ليلعب معه اثنا عشر موسمًا، مشاركًا في 249 مباراة سجل خلالها 7 أهداف. ثم انتقل إلى نادي فاليتا في موسم 2017–18 واستمر معه طيلة ثلاثة مواسم، حيث شارك في 55 مباراة ولم يسجل أي هدف.

## وصلات خارجية
- جوزيف زيرافا على موقع الاتحاد الأوربي (الإنجليزية)
- جوزيف زيرافا على موقع قاعدة بيانات كرة القدم.إي يو (الإنجليزية)
- جوزيف زيرافا على موقع ناشيونال فوتبول تيمز (الإنجليزية)
- جوزيف زيرافا على موقع Soccerway.com (الإنجليزية)